# Thomas Slade

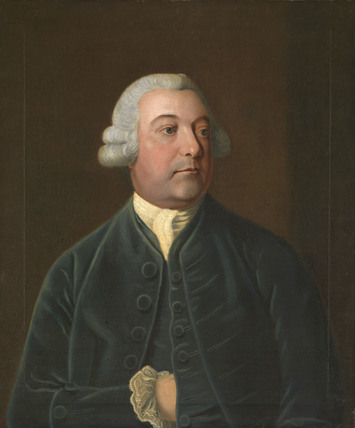
Sir Thomas Slade, Gemälde eines unbekannten Künstlers

Sir Thomas Slade (* 1703/04; † Februar 1771) war ein britischer Schiffbauingenieur, am berühmtesten für die Konstruktion der Victory, Lord Nelsons Flaggschiff in der Schlacht von Trafalgar am 21. Oktober 1805.

## Leben
Wie fast alle Meister der britischen Segelschiffkonstruktion, hat auch Thomas Slade als Schiffbauer in den königlichen Marinewerften begonnen. Im Jahr 1744 wurde er stellvertretender Schiffbaumeister an der Woolwich Dockyard. Am 22. November 1750 wurde er verantwortlicher Schiffbaumeister an der Plymouth Dockyard und somit verantwortlich für alle Schiffskonstruktionen sowie -reparaturen in dieser Werft. Am 27. Mai 1752 ging er noch einmal kurzzeitig als verantwortlicher Schiffbaumeister zurück nach Woolwich und von dort aus am 17. Juni 1752 zu den Deptford Dockyard und schließlich am 15. März 1753 zu den Chatham Dockyards, wo er bis zum 5. August 1755 blieb.
Im August 1755 wurde er vom Ersten Lord der Admiralität George Anson zum Surveyor of the Navy berufen und blieb dies bis zu seinem Tod im Februar 1771. In den ersten Jahren teilte er sich das Amt mit William Bately. Als dieser im Juni 1765 in den Ruhestand ging, ersetzte ihn John Williams, welcher Slades formell gleichgeordneter Kollege wurde, obwohl dieser dienstälter und deutlich erfahrener war.
Während seiner Amtszeit erstellte Slade einen „allgemeinen Bauplan“, der als Vorlage für die 74-Kanonen-Schiffe und Fregatten der Royal Navy genutzt wurde. Sein 74er-Design stellte, beginnend mit der Dublin-Klasse, eine wirkliche Weiterentwicklung der damaligen britischen Kriegsschiffe dar, gebaut als Gegenpart zu den „74er“ der französischen Marine, von denen einige im Jahr 1747, während des Österreichischen Erbfolgekrieges, von den Briten erbeutet wurden. Mindestens 46 „74er“ wurden anhand Slades Bauplan erstellt, der letzte Stapellauf war im Jahr 1789.

## Entwürfe
- Bonetta-Klasse, 10-Kanonen-Sloop – 3 Einheiten (1755)
- Hunter-Klasse, 10-Kanonen-Sloop – 2 Einheiten (1755)
- Lowestoffe-Klasse, 28-Kanonen-Fregatte – 2 Einheiten (1756)
- Infernal-Klasse, Bombarde – 7 Einheiten (1756)
- Dublin-Klasse, 74-Kanonen-Linienschiff – 7 Einheiten (1757)
- Southampton-Klasse, 32-Kanonen-Fregatte – 4 Einheiten (1757)
- Venus-Klasse, 36-Kanonen-Fregatte – 3 Einheiten (1757)
- Coventry-Klasse, 28-Kanonen-Fregatte – 19 Einheiten (1757)
- Edgar-Klasse, 60-Kanonen-Linienschiff – 3 Einheiten (1758)
- Niger-Klasse, 32-Kanonen-Fregatte – 11 Einheiten (1758)
- Hercules-Klasse, 74-Kanonen-Linienschiff – 2 Einheiten (1759)
- Sandwich-Klasse, 90-Kanonen-Linienschiff – 3 Einheiten (1759)
- Bellona-Klasse, 74-Kanonen-Linienschiff – 5 Einheiten (1760)
- Essex-Klasse, 64-Kanonen-Linienschiff – 2 Einheiten (1760)
- Albion-Klasse, 74-Kanonen-Linienschiff – 5 Einheiten (1763)
- Ardent-Klasse, 64-Kanonen-Linienschiff – 7 Einheiten (1764)
- Victory, 100-Kanonen-Linienschiff (1765)
- London-Klasse, 90-Kanonen-Linienschiff – 4 Einheiten (1766)
- Salisbury-Klasse, 50-Kanonen-Kriegsschiff – 2 Einheiten (1766)
- Barfleur-Klasse, 90-Kanonen-Linienschiff – 4 Einheiten (1768)
- Worcester-Klasse, 64-Kanonen-Linienschiff – 3 Einheiten (1769)
- Roebuck-Klasse, 44-Kanonen-Kriegsschiff (Zweidecker) – 20 Einheiten (1774)
- Inflexible-Klasse, 64-Kanonen-Linienschiff – 4 Einheiten (1780)